# ソン・ジチャン
ソン・ジチャン（1970年2月20日 - ）は、韓国の俳優。ソウル特別市出身。
日本では有名ではないが、韓国では1990年代を代表する俳優の一人として知られている。
2004年のドラマ「英雄時代」を最後に現在まで俳優としての活動は行っていない。

## 出演作品

### ドラマ
- 恋が咲く木(1990年、KBS)
- 歩いて空へ(1993年、MBC)
- 最後の勝負(1994年、MBC)
- フィーリング(1994年、KBS)
- 瀬(1994年、MBC)
- 1.5(1996年、MBC)
- 幸せの始まり(1996年、SBS)
- 予感(1997年、MBC)
- 終わりの始まり(1997年、KBS)
- 愛しか僕は知らない(1998年、MBC)
- 若い太陽(1999年、SBS)
- 真実(2000年、MBC)
- 噂の女(2001年、SBS)
- 贈り物(2002年、MBC)
- 三銃士(2002年、MBC)
- 薔薇の垣根(2003年、KBS)
- 英雄時代(2004年、MBC)

### 映画
- 復讐血戦(1992年)